# Isabella Holland
Isabella Holland (Brisbane, 2 januari 1992) is een tennisspeelster uit Australië. Zij begon op achtjarige leeftijd met tennis. Haar favoriete ondergrond is hardcourt en gravel. Zij speelt rechtshandig en heeft een tweehandige backhand.
Holland speelde haar eerste ITF-toernooi in 2006 in Australië. In 2007 kreeg zij een wildcard voor de kwalificatieronde van het Australian Open. In 2009 plaatste zij zich op het hoofdtoernooi maar verloor in de eerste ronde; dit scenario herhaalde zich in 2012. In het dubbelspel nam zij driemaal deel aan de hoofdtabel van haar nationale grandslamtoernooi – steeds was de eerste ronde haar eindstation.
Haar hoogste notering op de WTA-ranglijst is de 179e plaats, die zij bereikte in december 2011.

## Posities op deWTA-ranglijst
Positie per einde seizoen:
| jaar | rang enkelspel | rang dubbelspel |
| ---- | -------------- | --------------- |
| 2006 | 836            | –               |
| 2007 | 1055           | –               |
| 2008 | 545            | 916             |
| 2009 | 352            | 361             |
| 2010 | 564            | 415             |
| 2011 | 189            | 294             |
| 2012 | 350            | 411             |
| 2013 | 636            | 864             |
| 2014 | 576            | 833             |

## Palmares

### WTA-finaleplaatsen enkelspel
geen

### WTA-finaleplaatsen dubbelspel
geen

### Gewonnen ITF-toernooien enkelspel
| nr. | finale     | toernooi  | ondergrond | dotatie | tegenstandster in finale | score         |
| --- | ---------- | --------- | ---------- | ------- | ------------------------ | ------------- |
| 1.  | 2011-04-30 | Qarshi    | hardcourt  | $25.000 | Tetyana Arefyeva         | 7-5, 6-4      |
| 2.  | 2013-09-15 | Toowoomba | hardcourt  | $15.000 | Zuzana Zlochová          | 2-6, 7-6, 6-3 |

### Gewonnen ITF-toernooien dubbelspel
| nr. | finale     | toernooi   | ondergrond | dotatie | partner     | tegenstandsters in finale       | score            |
| --- | ---------- | ---------- | ---------- | ------- | ----------- | ------------------------------- | ---------------- |
| 1.  | 2009-09-25 | Darwin     | hardcourt  | $25.000 | Sally Peers | Alenka Hubacek Jessy Rompies    | 6-4, 3-6, [10-4] |
| 2.  | 2011-10-28 | Port Pirie | hardcourt  | $25.000 | Sally Peers | Monique Adamczak Bojana Bobušić | walk-over        |
| 3.  | 2013-09-22 | Cairns     | hardcourt  | $15.000 | Sally Peers | Miyu Kato Yurina Koshino        | 7-6, 4-6, [10-7] |

### Gewonnen juniortoernooien enkelspel
| nr. | finale     | toernooi                                         | ondergrond | tegenstandster in finale | score         | graad |
| --- | ---------- | ------------------------------------------------ | ---------- | ------------------------ | ------------- | ----- |
| 1.  | 2006-03-11 | IBM Business Consulting Services New South Wales | hardcourt  | Marija Mirković          | 6-1, 6-7, 6-1 | 4     |
| 2.  | 2007-08-23 | Oceania Closed Junior Championships              | hardcourt  | Sally Peers              | 6-4, 3-6, 6-1 | B2    |
| 3.  | 2008-08-21 | Oceania Closed Junior Championships              | hardcourt  | Mia Vriens               | 6-3, 7-6      | B2    |

### Gewonnen juniortoernooien dubbelspel
| nr. | finale     | toernooi                               | ondergrond | partner     | tegenstandsters in finale     | score         | graad |
| --- | ---------- | -------------------------------------- | ---------- | ----------- | ----------------------------- | ------------- | ----- |
| 1.  | 2006-02-04 | Auckland 18 & Under Summer Champ's     | hardcourt  | Sally Peers | Byun Hye-jin Juri Hayashi     | 5-7, 6-3, 6-2 | 4     |
| 2.  | 2007-08-23 | Oceania Closed Jr. Championships       | hardcourt  | Sally Peers | Tyra Calderwood Jade Hopper   | 6-0, 6-1      | B2    |
| 3.  | 2008-05-11 | Int. Junior Tournament Citta' Di Prato | gravel     | Sally Peers | Jana Boetsjina Karina Pimkina | 7-6, 7-5      | 2     |
| 4.  | 2008-08-21 | Oceania Closed Jr.Championships        | hardcourt  | Olivia Rich | Elizabeth Searl Mia Vriens    | 7-5, 7-6      | B2    |

## Resultaten grandslamtoernooien

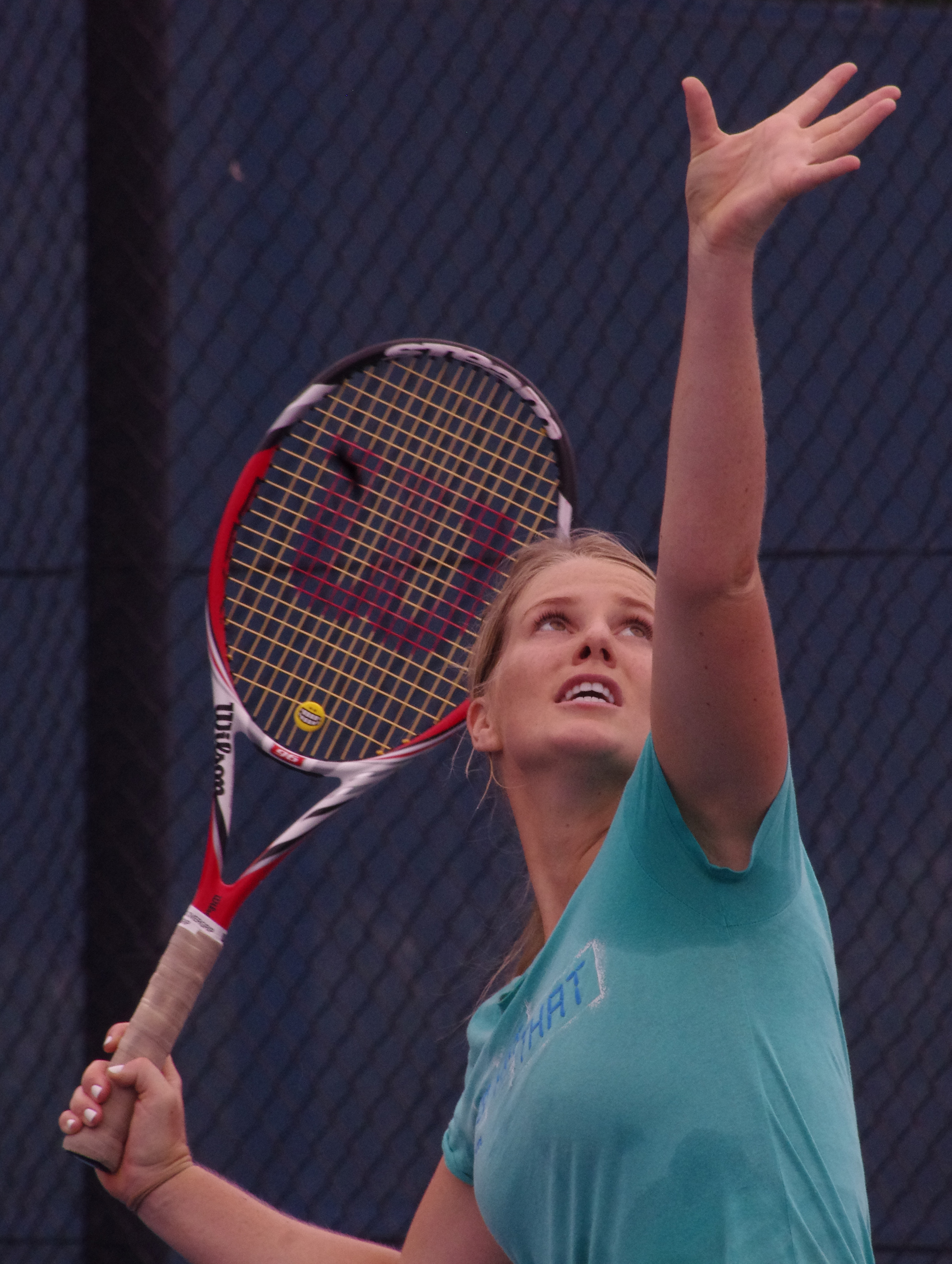
2014

| Legenda | Legenda                          |
| ------- | -------------------------------- |
| g.t.    | geen toernooi gehouden           |
| l.c.    | lagere categorie                 |
| –       | niet deelgenomen                 |
| G       | uitgeschakeld in de groepsfase   |
| 1R      | uitgeschakeld in de eerste ronde |
| 2R      | uitgeschakeld in de tweede ronde |
| 3R      | uitgeschakeld in de derde ronde  |
| 4R      | uitgeschakeld in de vierde ronde |
| KF      | uitgeschakeld in de kwartfinale  |
| HF      | uitgeschakeld in de halve finale |
| F       | de finale verloren               |
| W       | het toernooi gewonnen            |
| w-v     | winst/verlies-balans             |

### Enkelspel
| toernooi        | 2009 |    | 2012 |
| --------------- | ---- | -- | ---- |
| Australian Open | 1R   | 1R |      |
| Roland Garros   | –    | –  |      |
| Wimbledon       | –    | –  |      |
| US Open         | –    | –  |      |

### Vrouwendubbelspel
| toernooi        | 2009 |    | 2011 | 2012 |
| --------------- | ---- | -- | ---- | ---- |
| Australian Open | 1R   | 1R | 1R   |      |
| Roland Garros   | –    | –  | –    |      |
| Wimbledon       | –    | –  | –    |      |
| US Open         | –    | –  | –    |      |